# Apeira hofmanni
Apeira hofmanni är en fjärilsart som beskrevs av Schreib 1903. Apeira hofmanni ingår i släktet Apeira och familjen mätare. Inga underarter finns listade i Catalogue of Life.